# District de Hwasun
Le district de Hwasun est un district de la province du Jeolla du Sud, en Corée du Sud. Il est remarquable pour ses nombreux dolmens, plusieurs centaines, classés au patrimoine mondial.

## Personnalités liées
- Min Yong-tae (1943-/), poète, critique, et professeur sud-coréen connu pour son engagement en faveur des cultures hispaniques